# Sojuz MS-18
Sojuz MS-18 (ryska: Союз МС-18) är en flygning i det ryska rymdprogrammet, till Internationella rymdstationen (ISS). Farkosten sköts upp med en Sojuz-2.1a-raket, från Kosmodromen i Bajkonur, den 9 april 2020. Några timmar efter uppskjutningen dockade farkosten med rymdstationen.
Flygningen transporterade Oleg Novitskij, Pyotr Dubrov och Mark T. Vande Hei till rymdstationen.
Den 28 september 2021 flyttades farkosten till en dockning port på Nauka modulen.
Den 17 oktober 2021 lämnade farkosten rymdstationen. Några timmar senare återinträdde den i jordens atmosfär och landade i Kazakstan.
För att säkerställa funktionaliteten på den amerikanska delen av rymdstationen, valde NASA att bytta en plats på en framtida amerikansk flygning till rymdstationen, mot en plats för en amerikansk astronaut på Sojuz MS-18.

## Besättning
|                | Uppskjutning                                                   | Landning                                                    |
| -------------- | -------------------------------------------------------------- | ----------------------------------------------------------- |
| Befälhavare    | Oleg Novitskij, RSA Hans tredje rymdfärd Expedition 64 / 65    | Oleg Novitskij, RSA Hans tredje rymdfärd Expedition 64 / 65 |
| Flygingenjör 1 | Pyotr Dubrov, RSA Hans första rymdfärd Expedition 64 / 65      | Klim Shipenko Hans första rymdfärd                          |
| Flygingenjör 2 | Mark T. Vande Hei, NASA Hans andra rymdfärd Expedition 64 / 65 | Julia Peresild Hennes första rymdfärd                       |

## Reservbesättning
| Befälhavare    | Anton Sjkaplerov, RSA |
| Flygingenjör 1 | Oleg Artemjev         |
| Flygingenjör 2 | Anne McClain          |